# Phaonia jinbeiensis
Phaonia jinbeiensis este o specie de muște din genul Phaonia, familia Muscidae, descrisă de Xue și Wang în anul 1989. Conform Catalogue of Life specia Phaonia jinbeiensis nu are subspecii cunoscute.